# Östra Ösjösjön
Östra Ösjösjön är en sjö i Härjedalens kommun i Härjedalen och ingår i Ljusnans huvudavrinningsområde. Sjön har en area på 0,138 kvadratkilometer och ligger 883,5 meter över havet.

## Delavrinningsområde
Östra Ösjösjön ingår i det delavrinningsområde (695439-132325) som SMHI kallar för Mynnar i Ljusnan. Medelhöjden är 922 meter över havet och ytan är 15,35 kvadratkilometer. Det finns inga avrinningsområden uppströms utan avrinningsområdet är högsta punkten. Vattendraget som avvattnar avrinningsområdet har biflödesordning 2, vilket innebär att vattnet flödar genom totalt 2 vattendrag innan det når havet efter 408 kilometer. Avrinningsområdet består mestadels av skog (30 procent) och kalfjäll (68 procent). Avrinningsområdet har 0,14 kvadratkilometer vattenytor vilket ger det en sjöprocent på 0,9 procent. Bebyggelsen i området täcker en yta av 0,2 kvadratkilometer eller 1 procent av avrinningsområdet.